# Muszanna kormányzóság

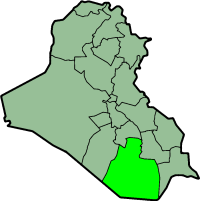
Muszanna kormányzóság elhelyezkedése Irakban

El-Muszanna kormányzóság (arab betűkkel محافظة المثنى [Muḥāfaẓat al-Muṯannā]) Irak 18 kormányzóságának egyike az ország déli részén. Északon Kádiszijja, északkeleten Dzi Kár, délkeleten Baszra, délen Szaúd-Arábia, nyugaton pedig Nedzsef kormányzóság határolja. Székhelye esz-Szamáva városa.

## Fordítás
Ez a szócikk részben vagy egészben  a(z)   المثنى (محافظة) című arab Wikipédia-szócikk fordításán alapul.  Az eredeti cikk szerkesztőit annak laptörténete sorolja fel. Ez a jelzés csupán a megfogalmazás eredetét és a szerzői jogokat jelzi, nem szolgál a cikkben szereplő információk forrásmegjelöléseként.